# Wald an der Hallburg
Der Wald an der Hallburg ist ein Naturschutzgebiet auf der Gemarkung von Volkach im unterfränkischen Landkreis Kitzingen.

## Lage
Das Naturschutzgebiet befindet sich im Süden des Volkacher Gemeindegebietes auf der Flur der Hallburg. Im Norden wird das Areal von der Kreisstraße KT 29 begrenzt, während es im Osten von Feldern eingerahmt wird. Den Abschluss im Süden bilden das Schloss Hallburg sowie die es umgebenden Weinberge. Im Westen bildet das Gemeindegebiet von Nordheim am Main den Abschluss des Schutzgebiets.

## Beschreibung
Mit Beschluss vom 18. März 1991 wurde das Waldgebiet mit einer Fläche von etwa 9,4 Hektar als Naturschutzgebiet ausgewiesen. Das Bayerische Staatsministerium für Umwelt und Verbraucherschutz ordnete dem Schutzgebiet die Katasternummer NSG-00383.01 zu. Das Areal ist Bestandteil des Natura-2000-Netzwerkes und wurde dem Gebiet Maintal zwischen Schweinfurt und Dettelbach zugeordnet. Außerdem ist das gesamte Areal als Vogelschutzgebiet und Flora-Fauna-Habitat ausgewiesen.
Der Schutzzweck des Naturschutzgebietes ist die Erhaltung einer im Mittleren Maintal seltenen Art des Hangwaldes. Der Wald weist eine große Artenvielfalt, insbesondere von Frühlingsgeophyten auf. Daneben gilt der Schutz dem Laubmischwald mit seinen Übergängen zur Hartholzaue und seiner lichten Waldstruktur. Vor allem die Gehölzartenzusammensetzung gilt als schützenswert.